# Scaligeria oedibasioides
Scaligeria oedibasioides är en flockblommig växtart som beskrevs av Rudolf V. Kamelin. Scaligeria oedibasioides ingår i släktet Scaligeria och familjen flockblommiga växter. Inga underarter finns listade i Catalogue of Life.